# Fabio Ferraro
Fabio Ferraro (Halle, 3 settembre 2002) è un calciatore belga, difensore del Dender.

## Carriera

### Club
È cresciuto nel settore giovanile del Charleroi ed ha debuttato in prima squadra il 22 ottobre 2021 nell'incontro di Pro League vinto 3-1 contro il Seraing. Nel 2022 è passato al RWDM47 con cui ha vinto il campionato di seconda divisione per poi passare al Dender. Con i nerazzurri ha conquistato la promozione in Pro League al termine della stagione 2023-2024.

### Nazionale
Ha giocato con la nazionale belga Under-19.

## Statistiche

### Presenze e reti nei club
Statistiche aggiornate all'8 febbraio 2025.
| Stagione        | Squadra         | Campionato      | Campionato | Campionato | Coppe nazionali | Coppe nazionali | Coppe nazionali | Coppe continentali | Coppe continentali | Coppe continentali | Altre coppe | Altre coppe | Altre coppe | Totale | Totale | Totale |
| Stagione        | Squadra         | Comp            | Pres       | Reti       | Comp            | Pres            | Reti            | Comp               | Pres               | Reti               | Comp        | Pres        | Reti        | Pres   | Reti   |        |
| --------------- | --------------- | --------------- | ---------- | ---------- | --------------- | --------------- | --------------- | ------------------ | ------------------ | ------------------ | ----------- | ----------- | ----------- | ------ | ------ | ------ |
| 2021-2022       | Charleroi       | D1              | 2          | 0          | CB              | 1               | 0               | -                  | -                  | -                  | -           | -           | -           | 3      | 0      |        |
| 2022-2023       | RWDM47          | CPL             | 14         | 0          | CB              | 0               | 0               | -                  | -                  | -                  | -           | -           | -           | 14     | 0      |        |
| ago. 2023       | RWDM47          | D1              | 1          | 0          | CB              | 0               | 0               | -                  | -                  | -                  | -           | -           | -           | 1      | 0      |        |
| Totale RWDM47   | Totale RWDM47   | Totale RWDM47   | 15         | 0          |                 | 0               | 0               |                    | -                  | -                  |             | -           | -           | 15     | 0      |        |
| 2023-2024       | Dender          | CPL             | 17         | 0          | CB              | 0               | 0               | -                  | -                  | -                  | -           | -           | -           | 17     | 0      |        |
| 2024-2025       | Dender          | D1              | 25         | 0          | CB              | 0               | 0               | -                  | -                  | -                  | -           | -           | -           | 25     | 0      |        |
| Totale Dender   | Totale Dender   | Totale Dender   | 42         | 0          |                 | 0               | 0               |                    | -                  | -                  |             | -           | -           | 42     | 0      |        |
| Totale carriera | Totale carriera | Totale carriera | 59         | 0          |                 | 1               | 0               |                    | -                  | -                  |             | -           | -           | 60     | 0      |        |

## Palmarès

### Club

#### Competizioni nazionali
- Challenger Pro League: 1

RWDM47: 2022-2023